# Igelfloh
Der Igelfloh (Archaeopsylla erinacei) ist ein flügelloser Ektoparasit der Ordnung der Flöhe (Siphonaptera). Er ist an den in Europa heimischen Braunbrustigel angepasst, gelegentlich aber auch auf anderen Säugetieren wie Fuchs, Hund und Katze oder manchmal sogar beim Menschen zu finden.

## Morphologie
Der Igelfloh hat einen seitlich komprimierten Körper von bräunlicher Farbe. Die Männchen werden 2,5 mm groß, für die Weibchen geben unterschiedliche Quellen eine Körperlänge von 3 mm oder 4 mm (mit Blut vollgesogen) an. Die Flöhe besitzen einen sogenannten Kopfkamm (Genalctenidium) aus zwei oder drei kleinen konischen Zähnchen. Ein weiteres Zähnchen befindet sich am hinteren, unteren Rand der Fühlergrube. Außerdem hat ihr Vorderbrustring einen Rückenkamm (Pronotalctenidium) aus bis zu drei Stacheln auf jeder Seite.
Das hinterste seiner drei Beinpaare ist besonders kräftig ausgebildet. Er ist nicht nur in der Lage, sich im Haar des Wirtstieres fortzubewegen, sondern kann mit den Sprungbeinen auch weitere Distanzen springend überwinden.

## Lebensweise
Während die Imagines (erwachsenen Flöhe) sich vom Blut der Igel ernähren, nehmen die Larven den Kot der Imagines zu sich, der unverdautes Blut enthält. Sein Speichel enthält Antikoagulantien um die Blutgerinnung zu verhindern.
Der Igelfloh kann Infektionskrankheiten übertragen und zählt daher zu den Hygieneschädlingen. Außerdem können die Antikoagulantien, welche beim Flohstich in die Haut eindringen, allergische Reaktionen auslösen, die zu juckenden Entzündungen führen.
Der Floh ist auf fast allen Igeln zu finden, hauptsächlich an Vorderbrust, Vorderbeinen und Bauch. Auf einem Jungigel können bis zu 1000 Flöhe sitzen. In so einem Fall können die Flöhe einen bereits geschwächten Igel so stark belasten, dass er infolge von Anämie zu Tode kommt.

## Diagnose und Bekämpfung beim Igel
Während Flohbefall (Siphonapteridose) bei wild lebenden Igeln normal ist, kann es erwünscht sein Igel von Flöhen zu befreien, die in menschlicher Obhut leben. Erkennbar ist ein Befall beispielsweise an Blutpunkten, die auf einer Papiereinlage am Schlafplatz zu sehen sind. Flohkot (kleine schwarze Pünktchen) verfärbt Papier beim Befeuchten mit Wasser rot. Bei starkem Befall sind die bräunlichen Flöhe im Gesicht und zwischen den Stacheln erkennbar.
Alle Maßnahmen gegen Igelflöhe sollten nur bei gesundheitlich ausreichend stabilen Igeln durchgeführt werden. In der Fachliteratur ist teilweise zu lesen, dass es erfahrungsgemäß am besten sei, gegen Flohbefall bei Igeln Sprays zu benutzen. Es stehen diverse Präparate mit unterschiedlichen Wirkstoffen und Verträglichkeit im Handel zur Verfügung, die aber häufig nicht speziell für Igel vorgesehen sind. In diesem Zusammenhang wird insbesondere vor einer Überdosierung gewarnt, die für den Igel lebensgefährlich ist. Beim Einsprühen ist der Kopf des Igels abzudecken und der Raum ausreichend zu belüften.
Flöhe könne auch durch Baden oder vorsichtiges Abduschen des Igels in lauwarmem Wasser entfernt werden, sofern der Igel für diesen belastenden Vorgang gesundheitlich ausreichend stabil ist. Eine weitere Möglichkeit stellt die Verwendung von Flohpuder dar, das im Anschluss durch Baden wieder zu entfernen ist. Die Verwendung von Spot-On-Präparaten ist in der Praxis mit einem hohen Risiko für den Igel verbunden, weil sie leicht überdosiert werden können, was zum Ableben des Igels führt.